# Oliver Merkel (Fußballspieler, 1991)
Oliver Merkel (* 19. September 1991 in Augsburg) ist ein deutscher Fußballspieler, der im Mittelfeld spielt. Er steht zurzeit beim Regionalligisten Bischofswerdaer FV 08 unter Vertrag.

## Karriere
Merkel stammt aus der Nachwuchsabteilung von Dynamo Dresden, für die er unter anderem in der U-17-Bundesliga spielte. 2010 rückte er in die 2. Seniorenmannschaft der Dresdener auf, die in der Oberliga Nordost spielte.
Am 13. April 2010 absolvierte er für die Profimannschaft beim Spiel gegen die SpVgg Unterhaching seinen ersten und bis heute einzigen Drittligaeinsatz. Im Sommer 2014 verließ er den Verein und wechselte zum Oberligisten FC Oberlausitz Neugersdorf, mit dem er nach der Saison 2014/15 in die Regionalliga Nordost aufstieg. Nach vier Jahren wechselte er in der Winterpause 2018/19 zum Regionalligakonkurrenten Bischofswerdaer FV 08.